# Свято-Іванівська лавра
Свято-Іванівська Лавра Студійського уставу — один із найдавніших монастирських комплексів України.  

## Історія монастиря
Свято-Іванівська Лавра Студійського Уставу УГКЦ була заснована відповідною грамотою митрополитом Андреєм Шептицьким у 1927 році. Для її потреб він передав монахам Студитам у власність відповідну кількість закупленої ним землі, а також будинок, який у скорому часі був розбудований і достосований до монастирських потреб. Основною місією монахів, за задумом митрополита повинна була бути молитва і праця. Остання полягала в тому, щоб навчати молодь, особливо хлопців, практичних ремесел, і зокрема, іконописному мистецтву. 
Для того, щоб монастир міг виконувати свою місію, потрібно було відповідного храму. Спочатку існував намір побудувати власну церкву. Однак, стається так, що за порадою директора Національного музею Іларіона Свєнціцького та мистецтвознавця Михайла Драгана, митрополит Андрей у 1930 році переносить до Свято-Іванівської Лаври церкву св. Миколая з села Кривки, що на Турківщині, яку була збудована у 1763 році. 7 липня 1931 року відбулося її освячення, при якому її, вже на новому місці, було віддано під покров Премудрості Божої. Таким чином ця церква стала центральним храмом Свято-Іванівської Лаври, а також одним з основних місць у Львові, де збиралася львівська молодь і інтелігенція.
У 1946 році, коли радянською владою було ліквідовано Українську Греко-Католицьку Церкву, монахів Свято-Іванівської Лаври було розігнано, а деяких заарештовано. У 1966 році за ініціативою працівників Музею етнографії та художнього промислу на колишній території монастиря було створено відділ народного будівництва, який у 1971 році був реорганізований у Музей народної архітектури і побуту, який у Народі є більше відомий під назвою «Шевченківський Гай».
Зі здобуттям незалежності Україною, а з нею і початком релігійної свободи, монахи Студити повернулися до матірної обителі. Спочатку вони мешкали у приміщенні сільської школи, яка знаходилася на території Музею, а молилися у церкві Премудрості Божої. Опісля, для провадження повноцінного монашого життя, їм було передано приміщення колишньої монастирської пральні, яка після реконструкції виконує функції основного монастирського приміщення. Згодом під пастирську опіку монахів Студитів було передано усі сакральні об'єкти, які знаходяться на території Музею. Від того часу і аж до цих пір монахи разом з музейниками спільними зусиллями відроджують та розвивають культурні та духовні надбання українського народу.